# Inmaculada Concepción (Francisco de Herrera el Viejo)
Inmaculada Concepción es un lienzo de 1616 obra de Francisco de Herrera el Viejo. Está ubicado en las gradas de la Catedral de Sevilla, en Andalucía, España.

## Historia

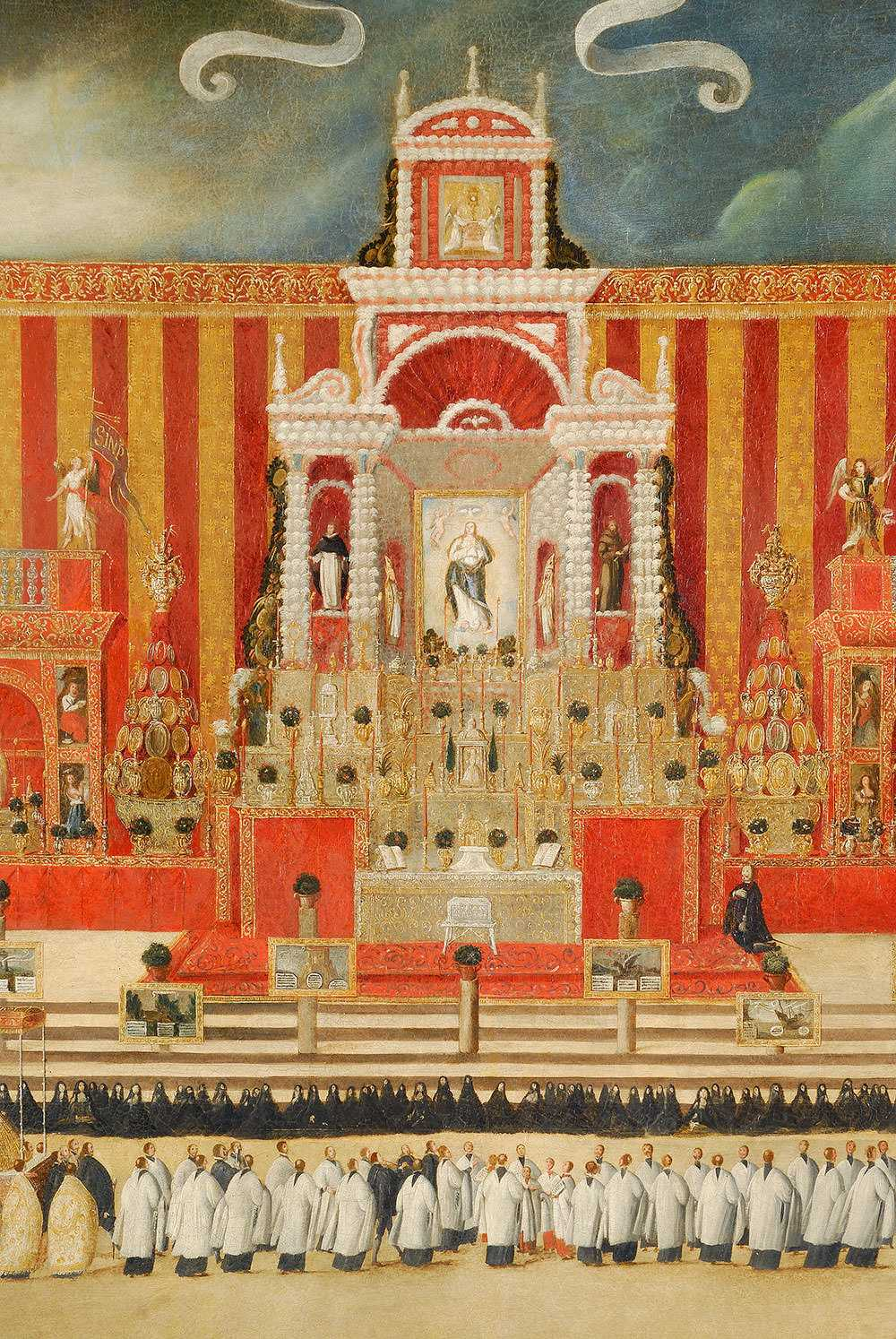
Procesión de la Inmaculada Concepción en las Gradas de la Catedral de Sevilla. Anónimo, 1730 (detalle).

En las gradas de la catedral era costumbre la instalación de tribunas y construcciones de carácter temporal con motivo de certámenes poéticos celebrados en honor a la Inmaculada Concepción por parte de los gremios de gorreros y sederos, quienes en 1616 financiaron un lienzo de la Virgen obra de Francisco de Herrera el Viejo, aunque también se afirma que el cuadro fue instalado por voluntad de un vecino de nombre Juan Clemente, siendo este lienzo el primero en ser expuesto en la vía pública.
En la procesión del 25 de junio de 1662 con motivo de la consagración de la Iglesia del Sagrario y la fiesta de agradecimiento del Breve del papa Alejandro VII, el cuadro fue enmarcado en un monumental retablo barroco de arquitectura efímera dispuesto frente a la Puerta del Perdón, en la actual calle Alemanes, tal y como consta en una pintura anónima fechada en 1730.

## Descripción

### Pintura
Óleo sobre lienzo, la obra muestra a la Virgen bajo la advocación de la Inmaculada Concepción. María aparece con la cabeza agachada y los ojos casi cerrados, luciendo delicadas facciones entre las que destacan una nariz fina y una boca pequeña. Ambos brazos están flexionados y las manos juntas en actitud orante y directamente frente al pecho. El cabello es largo y cae a ambos lados produciendo leves ondulaciones sobre los hombros. La Virgen viste una túnica blanca holgada que cae hasta los pies y carece de cíngulo o cualquier otro elemento que la ciña a la cintura. La flexión de la pierna izquierda provoca la aparición de un fuerte punto de luz a la vez que rompe con la frontalidad y el hieratismo de la pose. Cubriendo parcialmente la túnica destaca un manto celeste el cual envuelve a la Inmaculada y la dota de movimiento gracias al vuelo de la tela, provocado por un querubín cuyo rostro está en parte cubierto por ella. 
A los pies de María destaca una media luna transparente con las puntas hacia abajo, acorde a la doctrina de los antiguos tratadistas, y adornada con los rostros alados de cuatro ángeles. A ambos lados de la imagen mariana se hallan dos querubines; el de la izquierda parece jugar con el manto de la Virgen, mientras que el de la derecha se oculta tras ella y tiene la cabeza agachada. En la zona superior, enmarcando el arco de medio punto del lienzo, se erige un coro de rostros angelicales dispuestos sobre nubes, estando la Inmaculada coronada por una aureola de rayos con doce estrellas en alusión a las doce tribus de Israel. Todo el conjunto se remata en el centro de la zona superior con una representación del Espíritu Santo bajo forma de paloma. La parte inferior del lienzo muestra un paisaje boscoso y varias construcciones al fondo, atributos «del país» según Francisco Pacheco junto con la luna invertida y transparente.
El cuadro, de 2,75 × 1,50 metros, muestra un dibujo perfilado y lineal acorde al estilo de Pacheco y de Juan de Roelas. La policromía fue en su origen distinta pues la túnica era de color rojo anaranjado y el manto azul, cambiándose a lo largo de los siglos xvii o xviii a los tonos blanco y celeste que luce en la actualidad (fue objeto de numerosos repintes a causa de la insolación derivada de su exposición a la intemperie). Del mismo modo, la parte superior de la obra, inicialmente rematada por líneas rectas y curvas, fue sometida a una alteración que la dotó de una curvatura en arco de medio punto.

### Balcón y capilla

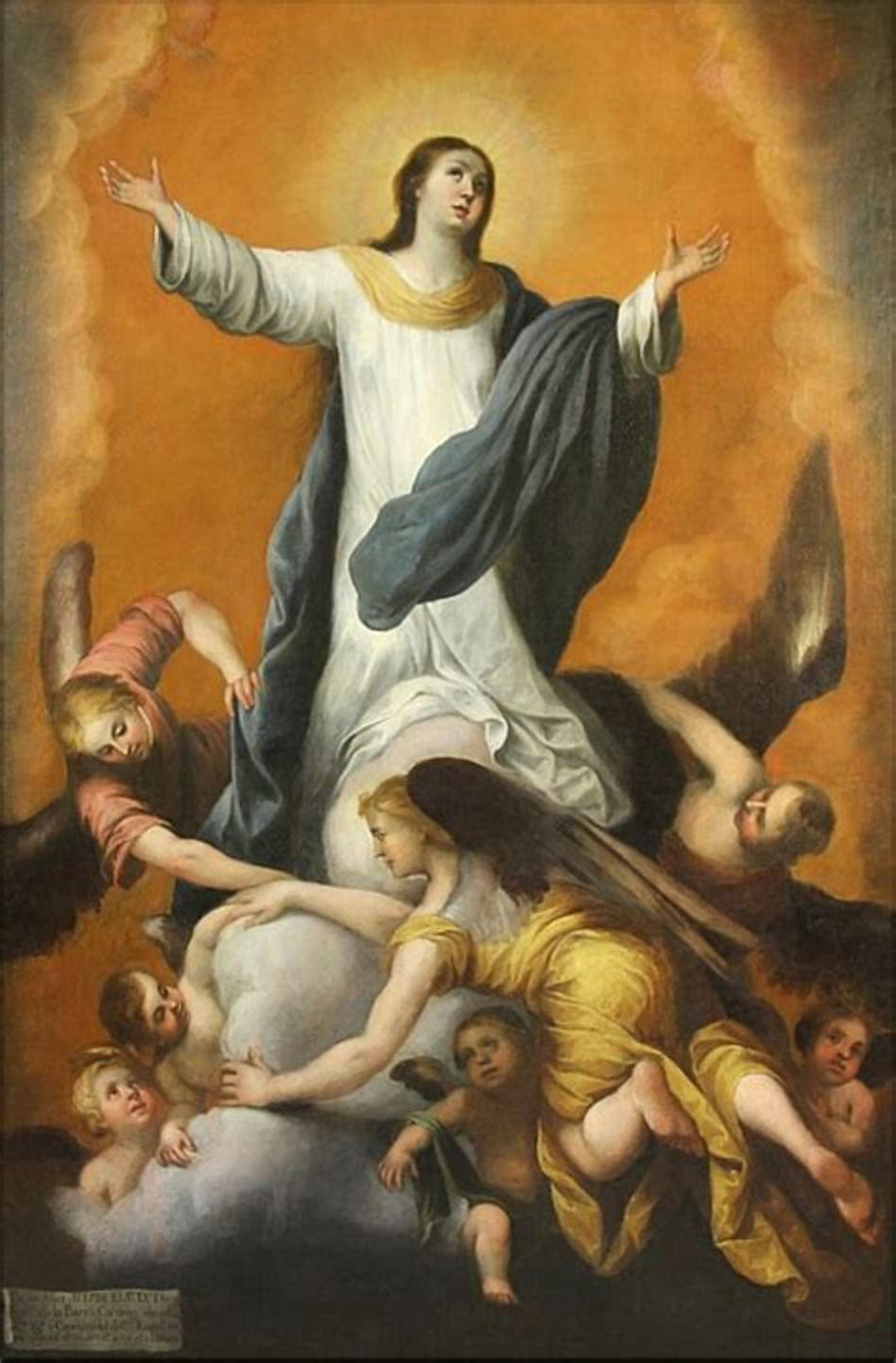
Asunción de María. Anónimo, siglo xviii.

La pintura, situada en el muro norte del Patio de los Naranjos, junto a la Puerta del Perdón, se halla en una hornacina acristalada y enrejada de medio punto ubicada en un balcón abovedado rematado por un arco, también de medio punto, el cual se apoya en sencillas pilastras. Sobre la hornacina destaca un relieve del Santísimo Sacramento custodiado a ambos lados por dos relieves de ángeles, mientras que bajo el balcón se halla una pequeña capilla. La construcción de este espacio fue solicitada por Don Juan Ortigosa, Don Leandro Cabrera y Don José Zabala al cabildo, quien concedió la autorización el 10 de noviembre de 1732. Con una entrada en arco carpanel, en su interior se conserva un retablo barroco con policromía dorada fechado en 1723, obra de Luis de Vílchez, el cual sirve de marco para un óleo sobre lienzo de la Asunción datado en el siglo xviii. En la parte inferior izquierda de la pintura figura un pergamino con el siguiente mensaje: «Por los Años de 1784 El Sr. Dn. Diego Frnco. de la Barra Canonigo de efta Sta. Yga. y Capellan del Ssmo. Rosaro. en reconocimo. de su devocn. dono esta Pintura». La obra, de autoría anónima, muestra a la Virgen siendo asunta al Cielo y acompañada por un coro angelical de composición piramidal a sus pies, todo ello sobre un fondo anaranjado. En la capilla se conserva además una placa de mármol en recuerdo de Doña Teresa Ybáñez y Fernández por haber sufragado los gastos de la restauración del templo:

A LA MEMORIA DE LA PIADOSA SEÑORA
D.A TERESA YBAÑEZ Y FERNANDEZ
VIUDA DE
D. MANUEL VALLANA.
BIEN HECHORA DE ESTA CAPILLA
COSTEANDO SU RESTAURACION Y DORADO DEL
ALTAR DE NUESTRA SEÑORA DE LA ASUNCION.
FALLECIÓ EL 4 DE JUNIO DE 1900
RUEGUEN Á DIOS POR EL DESCANSO
ETERNO DE SU ALMA
SE COLOCO ESTA LÁPIDA
EL 15 DE AGOSTO DE 1900.

Este espacio y la balconada donde se exhibe la pintura de la Inmaculada constituyen la única capilla callejera concepcionista que se conserva en Sevilla junto con la Capilla de la Pura y Limpia y el retablo custodiado en el patio de Banderas.